# جعفرآباد (امرلی)
جعفرآباد (به انگلیسی: Jafrabad) یک منطقهٔ مسکونی در هند است که در Jafarabad Taluka واقع شده‌است. جعفرآباد ۲۵٬۰۸۱ نفر جمعیت دارد.